# Cogeces del Monte
Cogeces del Monte est une commune de la province de Valladolid dans la communauté autonome de Castille-et-León en Espagne.

## Sites et patrimoine
- Église Notre-Dame de l'Assomption (es).
- Monastère Santa María de la Armedilla (es).
- Musée de sciences naturelles.
- Musée d'hier (Museo del ayer).
- Parc ethnographique pastoral.

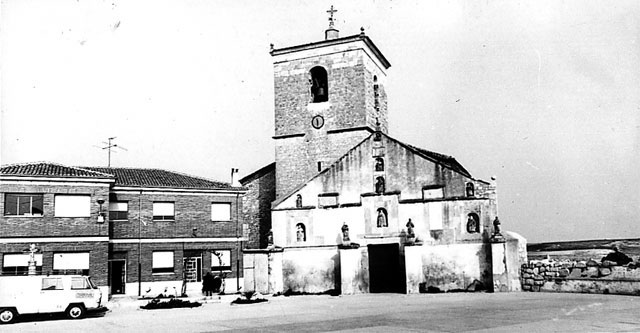
Église Notre-Dame de l'Assomption. Fondation Joaquín Díaz.
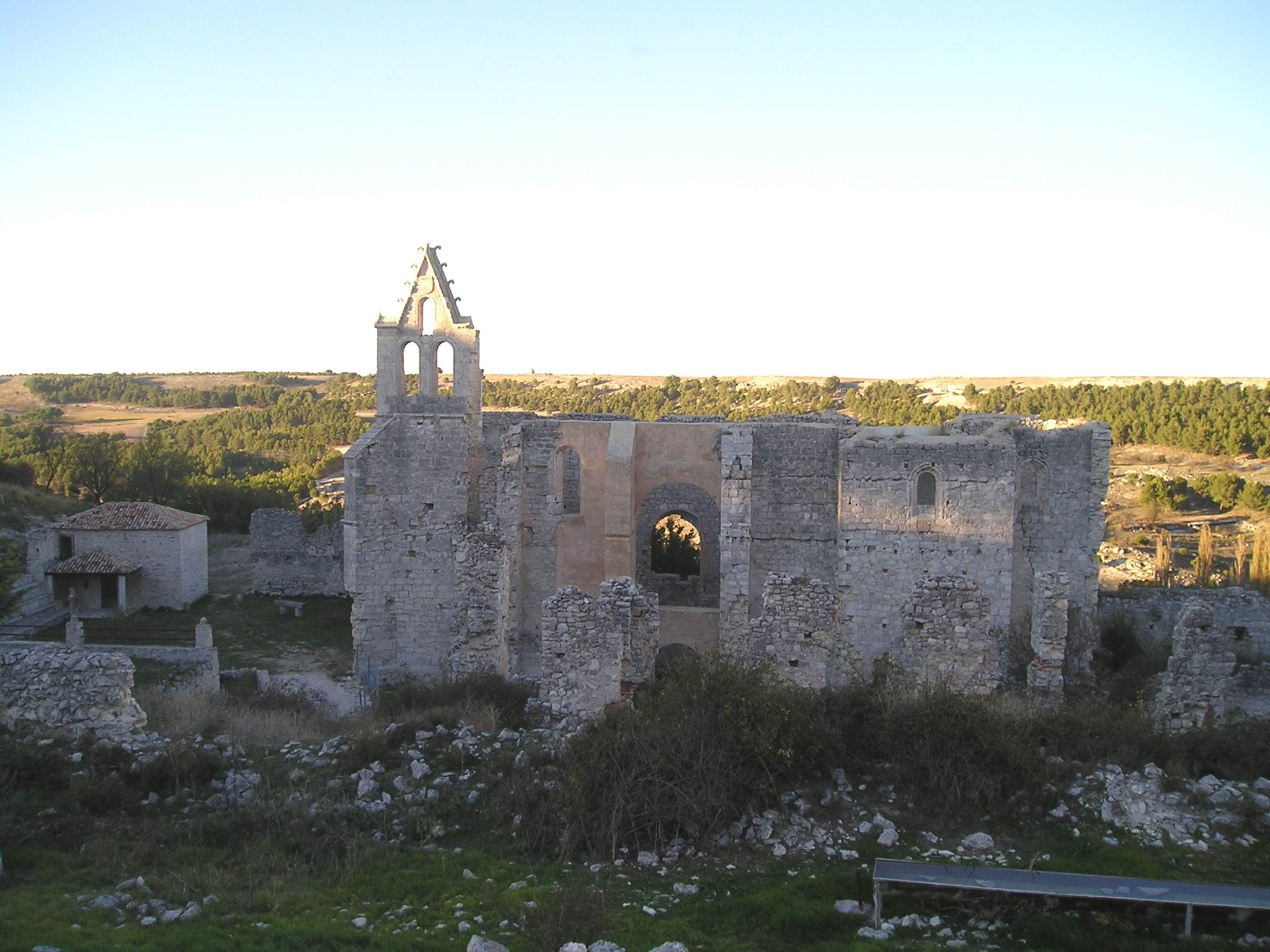
Monastère Santa María de la Armedilla.
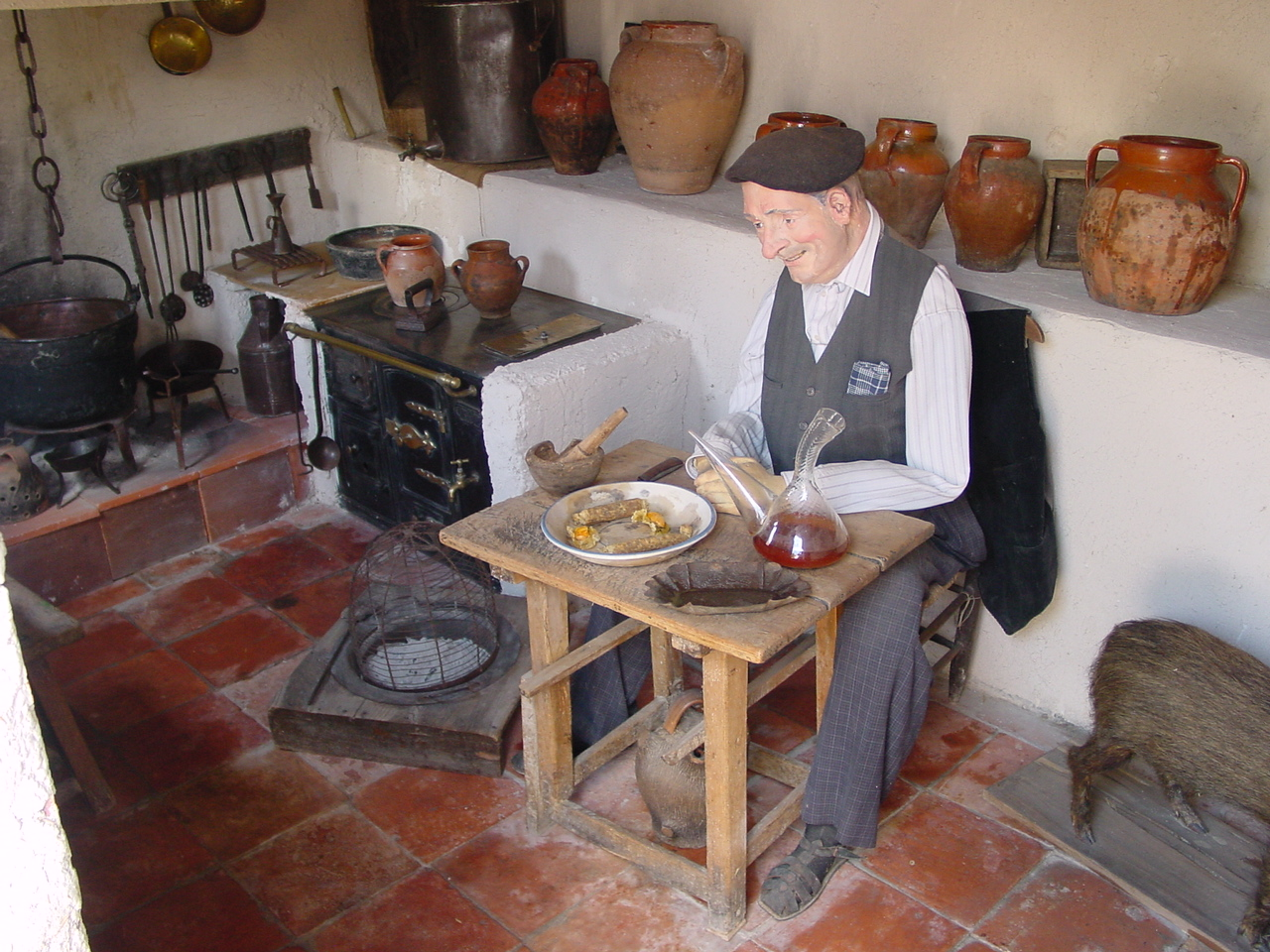
Musée d'hier.